# QQ English
QQEnglish — школа английского языка, расположенная на Филиппинах в городе Себу, одно из крупнейших образовательных учреждений провинции. Формат обучения онлайн и офлайн. Обучение проходит через собственную учебную платформу Classroom и при помощи мобильного приложения.

## История

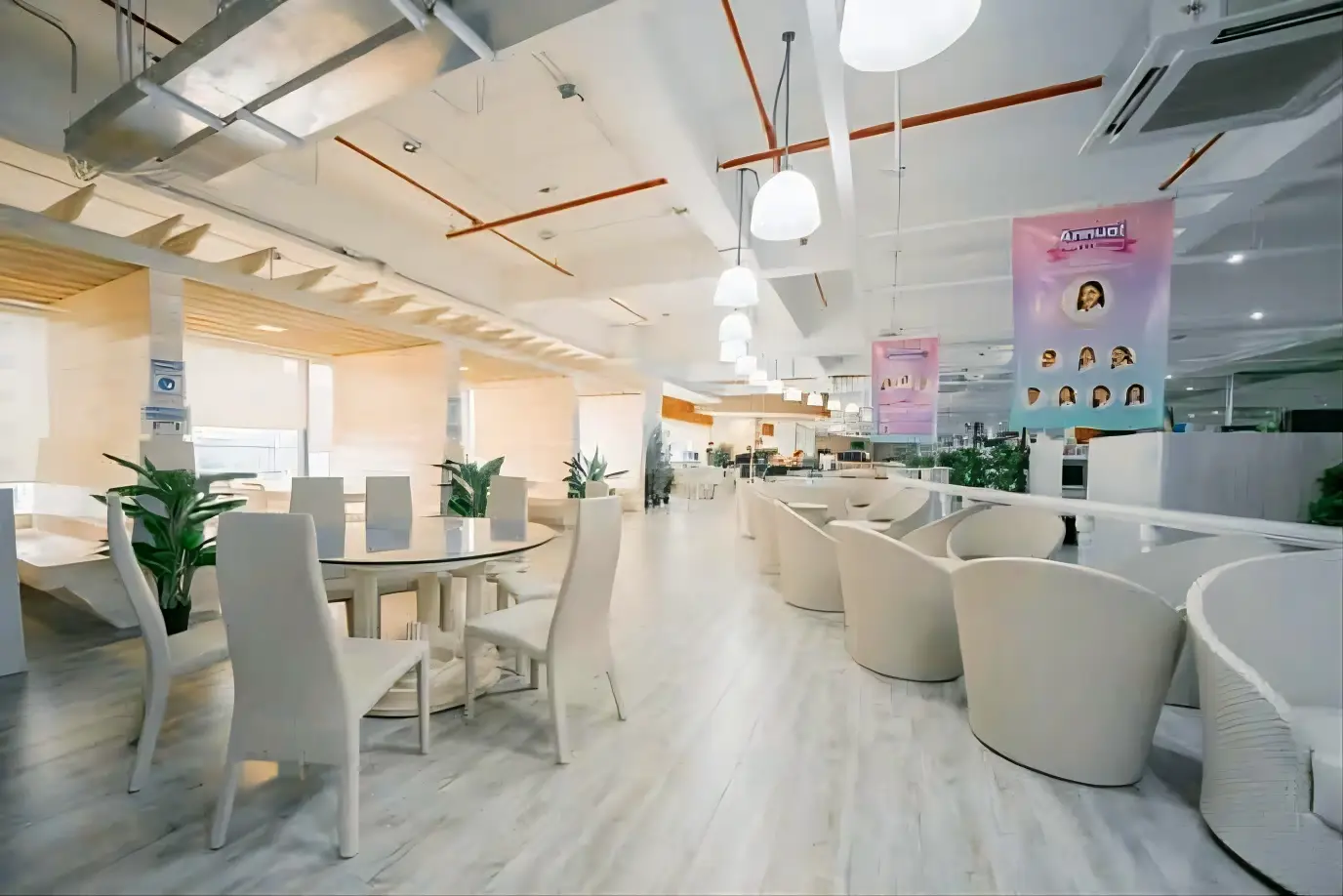
Кафетерия в QQEnglish ITpark

QQEnglish располагается в офисном здании в Skyrise 4 I.T.Park в центре Себу. Появление школы было обусловлено увеличением числа иностранных предприятий на Филиппинах, которым требовались специалисты со знанием английского языка. Впервые в стране подобные заведения открыли компании из Южной Кореи, позже на рынок вышли японские корпорации. Основателем учреждения является японец Райко Фудзиока (англ. Raiko Fujioka), ранее занимавшийся импортом мотоциклов из Европы. По его словам, его интуиция подсказывала ему, «что это будет хороший бизнес». Продав свои активы, в том числе свой кондоминиум в Токио, он вложил в школу 400 миллионов иен, в их числе 4 млн долларов инвестиций. В организации он занимает пост президента и главного исполнительного директора.
QQEnglish расширила свою площадь при посредничестве директора Департамента туризма Ровены Монтекило и в мае 2012 года переехала в другое здание. В 2015 году на курортном острове Мактан был открыт новый восьмиэтажный корпус Seafront, но из-за ограничений офлайн обучения и сокращения международных полетов во время вспышки COVID-19 оба филиала стали использоваться только для онлайн обучения. В 2023 году филиал переехал в новое четырнадцатиэтажное здание в районе Мактан Ньютаун и в 2024 году планируется вновь открыть для международных студентов. Единовременно в обоих кампусах обучались около 600 студентов. В 2022 году компания провела 4 миллиона онлайн-уроков, что вдвое больше, чем в 2019 году до пандемии.
Разрушительный тайфун, обрушившийся на Себу в декабре 2021 года, а также возобновление обучения способствовали завершению строительства капсульного отеля для учащихся кампуса IT Park School, вместо ремонта повреждений другого школьного здания. Расположенный на территории школы отель имеет более 660 полностью закрывающихся капсул.
В мактанском корпусе преподаёт Хидэо Кагэяма (англ. Hideo Kageyama), профессор университета Рицумейкан, известный своей математической методологией Hyakumasu Keisan, которую он переработал для изучения английского языка. Некоторые филиппинские учителя проходили дополнительное обучение в университете Мэйдзи в Токио. Другие преподаватели обучались в Кембриджском научно-исследовательском центре английского и прикладной лингвистики. QQEnglish сотрудничает с десятью университетами, а также корпорацией ALC. Развитие программ обучения английскому языку на Дальнем Востоке повлекло участие школы в Тихоокеанской международной туристской выставке. Годовой объём прибыли достиг около 700 миллионов йен в 2013 году и должен был преодолеть отметку в 1 млрд иен в 2014 году.
В 2020 году была основана онлайн-школа программирования детей CampusKid, который затем был переименован в CampusTop. Учебная программа построена на визуальном и блочном программировании, в частности на Scratch для детей до 12 лет из США, Филиппин и Японии. В сентябре 2023 года QQEnglish открыла японский ресторан «Toshihisa Re-Q Japan Restaurant» на первом этаже здания Skyrise 4, в IT Park. Для открытия идзакая был использован метод краудфандинга. В результате которого школа получила 1 222 000 иен в поддержку от 100 человек.

## Формат обучения
В главном здании располагается 120 аудиторий. Срок обучения в школе не ограничен — занятие проходят от одной недели и свыше. За один день возможно проведение около 8 занятий. Школа, помимо прочего, специализируется на онлайн-курсах с использованием собственной платформы Classroom и мобильного приложения. Количество онлайн-учащихся по состоянию на 2012 год составляло три тысячи человек. QQEnglish использует бальную систему для резервирования занятий, при которой студенты бронируют уроки в пределах имеющихся у них баллов. По мере роста квалификации учителя количество баллов, необходимых учащимся для назначения этого преподавателя, также будет увеличиваться. Баллы варьируются от 25 до 100. С целью выбора подходящей программы первые два занятия предоставляются бесплатно.
В школе есть около 20 различных программ для изучения английского языка. Помимо базовых учебных курсов, такие как изучение грамматики и произношения в QQEnglish стали обучать английскому языку по методу Каллана, став одной из первых сертифицированных школ ESL на Филиппинах от организации Каллан. R.E.M.S входит в тройку самых популярных учебных программ в школе. Это оригинальный курс, который разрабатывался собственными силами в течение четырех лет. Человеком, который руководил разработкой, был преподаватель-носитель языка, окончивший лингвистический факультет Оксфордского университета с лучшим результатом в своем классе. Программа имеет много общего с методом Каллана, особенно в том, что они тренируют мозг путем многократной практики. Однако ключевым моментом R.E.M.S является то, что он был разработан для компенсации недостатков метода Каллана.
Как правило сам процесс проходит один на один с учителем. В школе преподают около 1700 филиппинских преподавателей в течение трёх смен, тем самым обеспечивая круглосуточную работу для онлайн студентов по всему миру. Услуги QQEnglish предоставляются изучающим английский язык не только в Японии, но и во многих других странах, таких как Китай, Бразилия, Монголия, Вьетнам и Россия. Все преподаватели имеют международный сертификат TIESOL, а обучение преподавателей проводят тренеры, сертифицированные по методу обучения CELTA. По онлайн-программам обучается 10 тысяч иностранцев, из которых 80 процентов — японцы, 20 процентов китайцев, корейцев, русских, иранцев и людей прочих национальностей. Сотрудники школы из этих стран привлекают новых студентов. По состоянию на сентябрь 2023 года количество онлайн студентов по всему миру составляет более 700 000 человек.
В 2023 году QQEnglish стала активно работать с искусственным интеллектом. На учебной платформе Classroom студенты могут проверить свои навыки письма. Это функция с использованием ChatGPT, который позволяет вводить английские предложения, подготовленные пользователем, и немедленно получать исправления предложения и даже обеспечивать обратную связь.
В конце 2023 года школа также внедрила функцию AI Test, где студент может проверить свой уровень английского языка до 5 раз в месяц бесплатно. Отвечая на вопросы по теме на английском языке, пользователь может получить отчет о диагностике уровня владения английским языком, сгенерированный искусственным интеллектом. Отчет по английскому языку предоставляет оценки и отзывы по пяти пунктам: произношение, интонация, беглость речи, грамматика и словарный запас . Также есть возможность узнать уровень CEFR, сильные и слабые стороны.
Японский народ может изменить себя, изучая английский язык, а филиппинцы — его преподавая. Райко Фудзиока, основатель школыОригинальный текст (англ.)Japanese people can change themselves by learning English. And Filipinos will also be able to change themselves by teaching English.

## Оценка деятельности
Журналисты отмечали доступность стоимости обучения, а также положительно оценивали особенности преподавания, в частности полностью англоязычную среду за пределами школы. Расходы на проживание составляют около половины аналогичного показателя для Мальты. Газета «Никкэй» в рейтинге наиболее экономически доступных себуанских школ из расчета за месяц обучения расположила QQEnglish на втором месте, отметив более удобный механизм обучения, по сравнению с лидером DMM. Привлекательным для получения образования также является теплый климат и беспроблемное получение визы. Возможность обучения тет-а-тет делает сам процесс более удобным, по сравнению с США и другими странами. Развитие школы способствует приобретению статуса Филиппин как популярного туристического центра.